# フロム

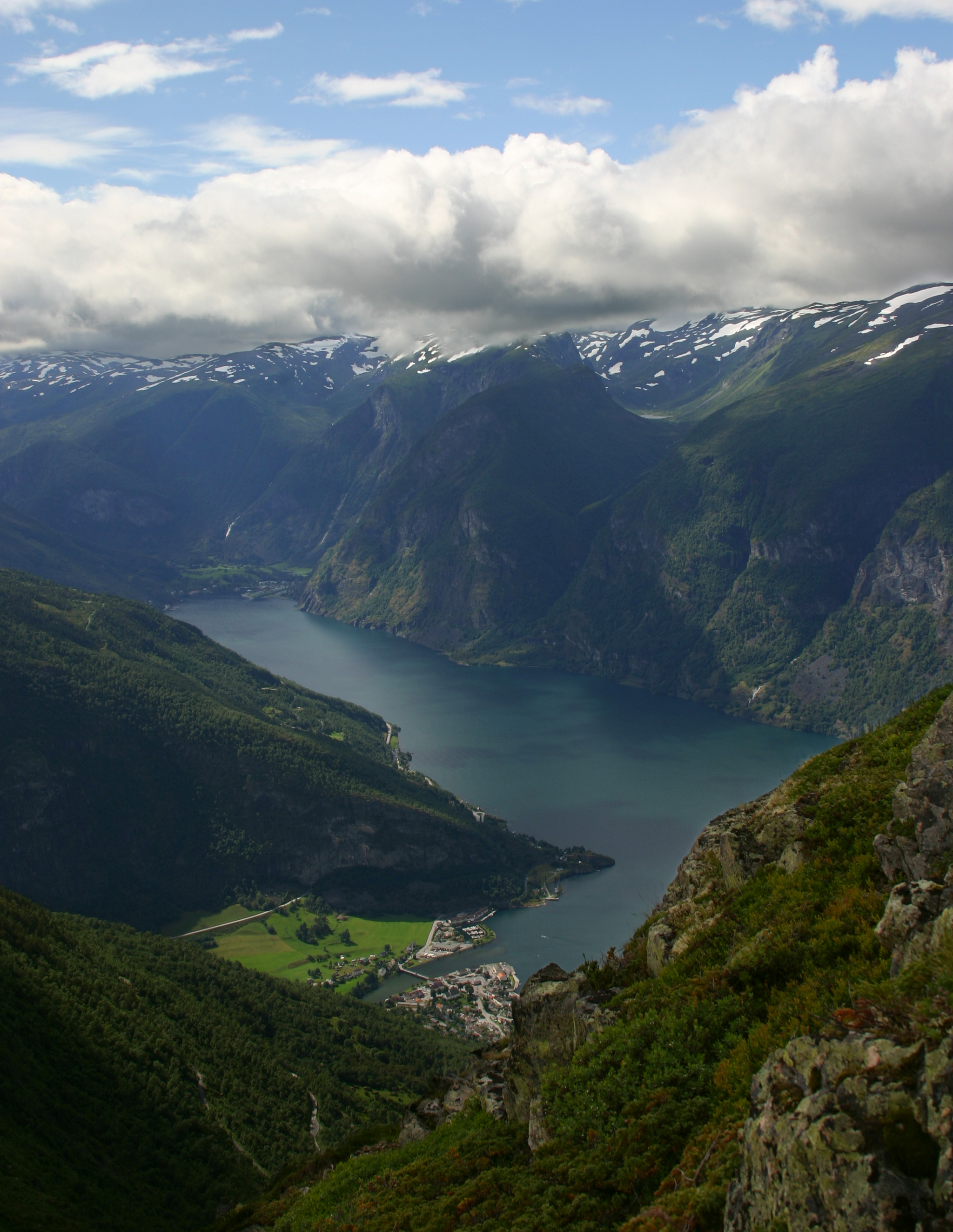
アウルランドフィヨルドとフロムの景観

フロム (Flåm) は、人口約500人のノルウェーの村であり、ソグネ・フィヨルドの分岐のひとつであるアウルランドフィヨルド (Aurlandsfjord) の最奥部に位置する。フロムはソグン・フィヨーラネ県（2004年の人口107,222人）のアウルランド（Aurland, 2004年の人口1,803人）にある。「フロム」という言葉は「険しい山の間の小さい平坦な領域」を意味する。
フロムは19世紀後半以来のポピュラーな観光地である。現在、1年あたりおよそ45万人の観光客がフロムを訪れる。フロムとミュルダル駅を結ぶ延長20kmのフロム線は世界有数の急勾配の鉄道であり、多くの観光客がフロム線の景観を目的としてフロムを訪れる。フロム駅の旧駅舎は現在フロム線の博物館として使用されている。
フロムとフィンセ (finse) の間のRallarvegen道は自転車旅行者に人気の道である。
フロム港には、1年間にクイーン・メリー2など約115隻のクルーズ客船が入港する。
オスロとベルゲンを結ぶユーロピアンルートE16 (European route E16) がフロムを通る。

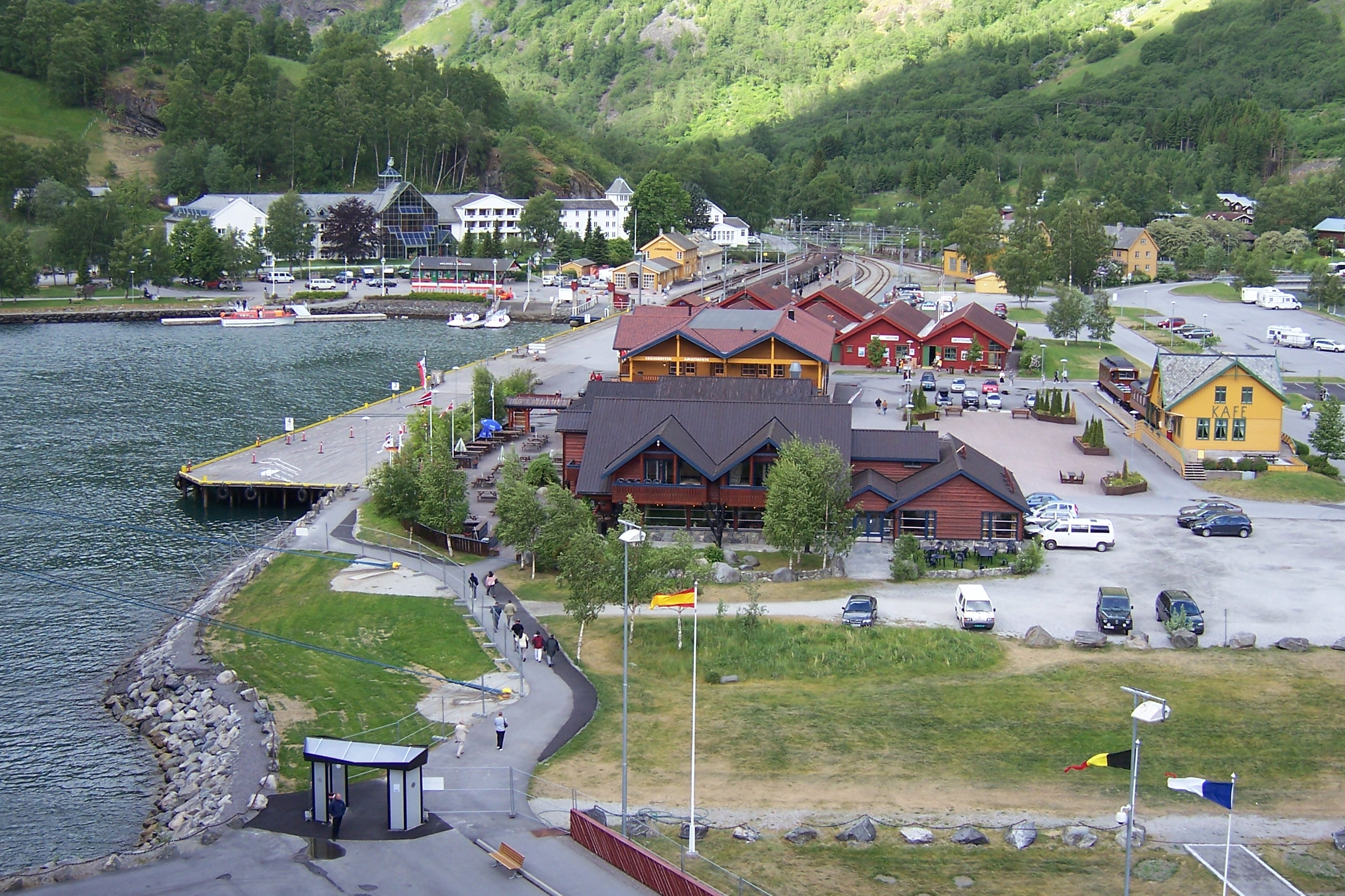
フロム駅とフロム港
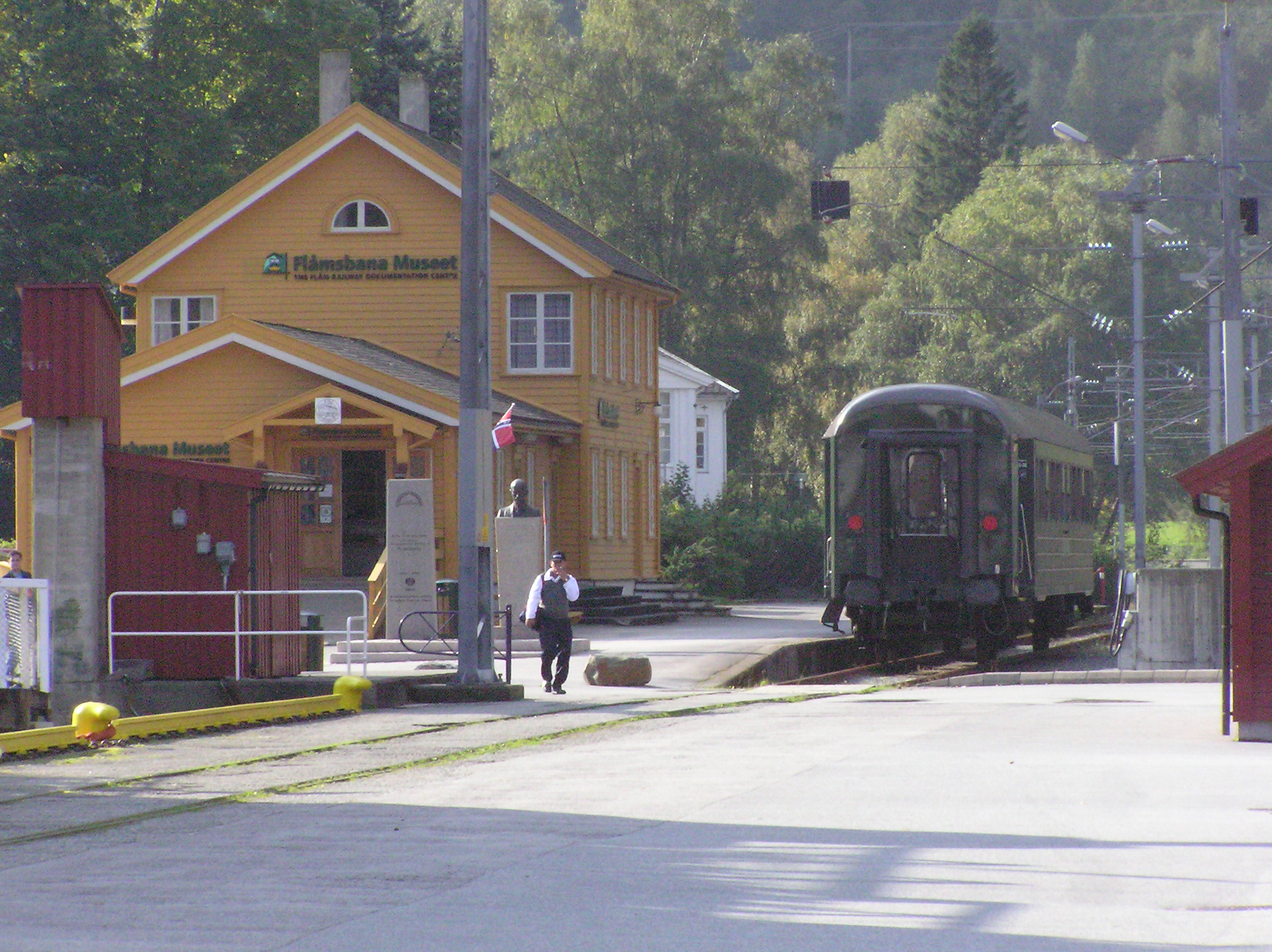
フロム駅とフロム線博物館
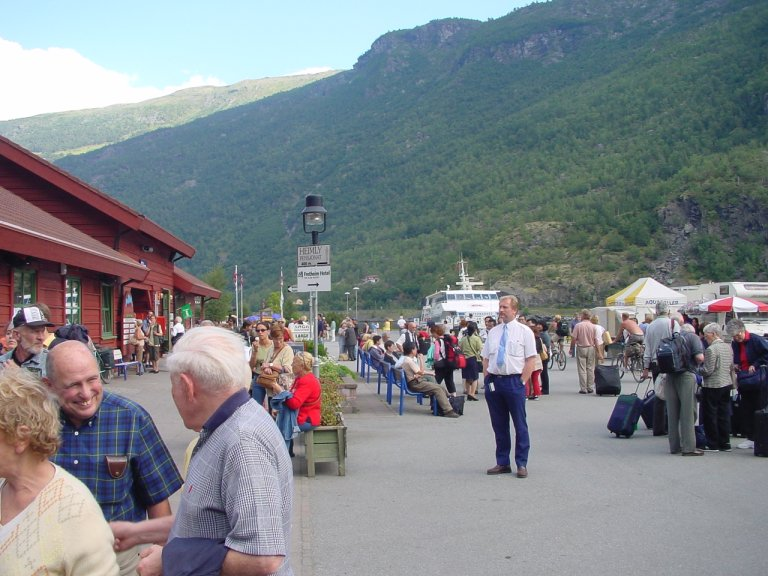
フロム駅の観光客
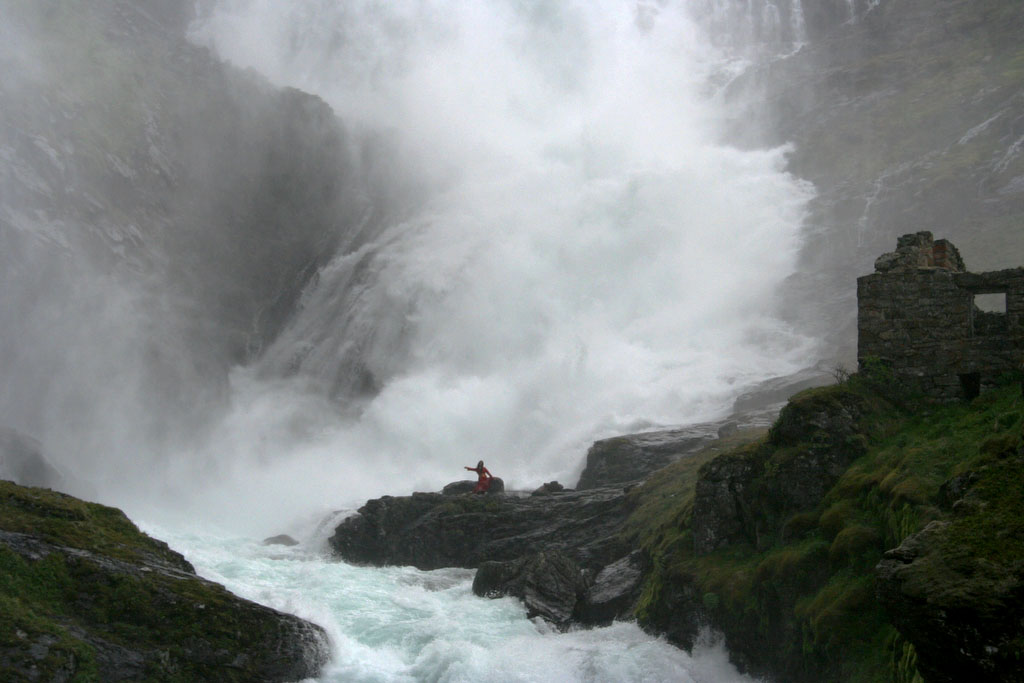
フロム線から見えるKjosfoss (ショース) 滝
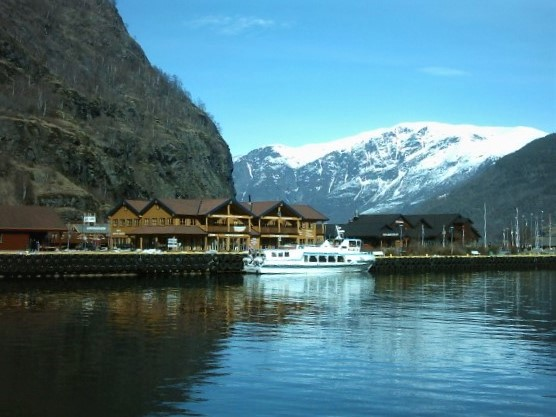
フロム港
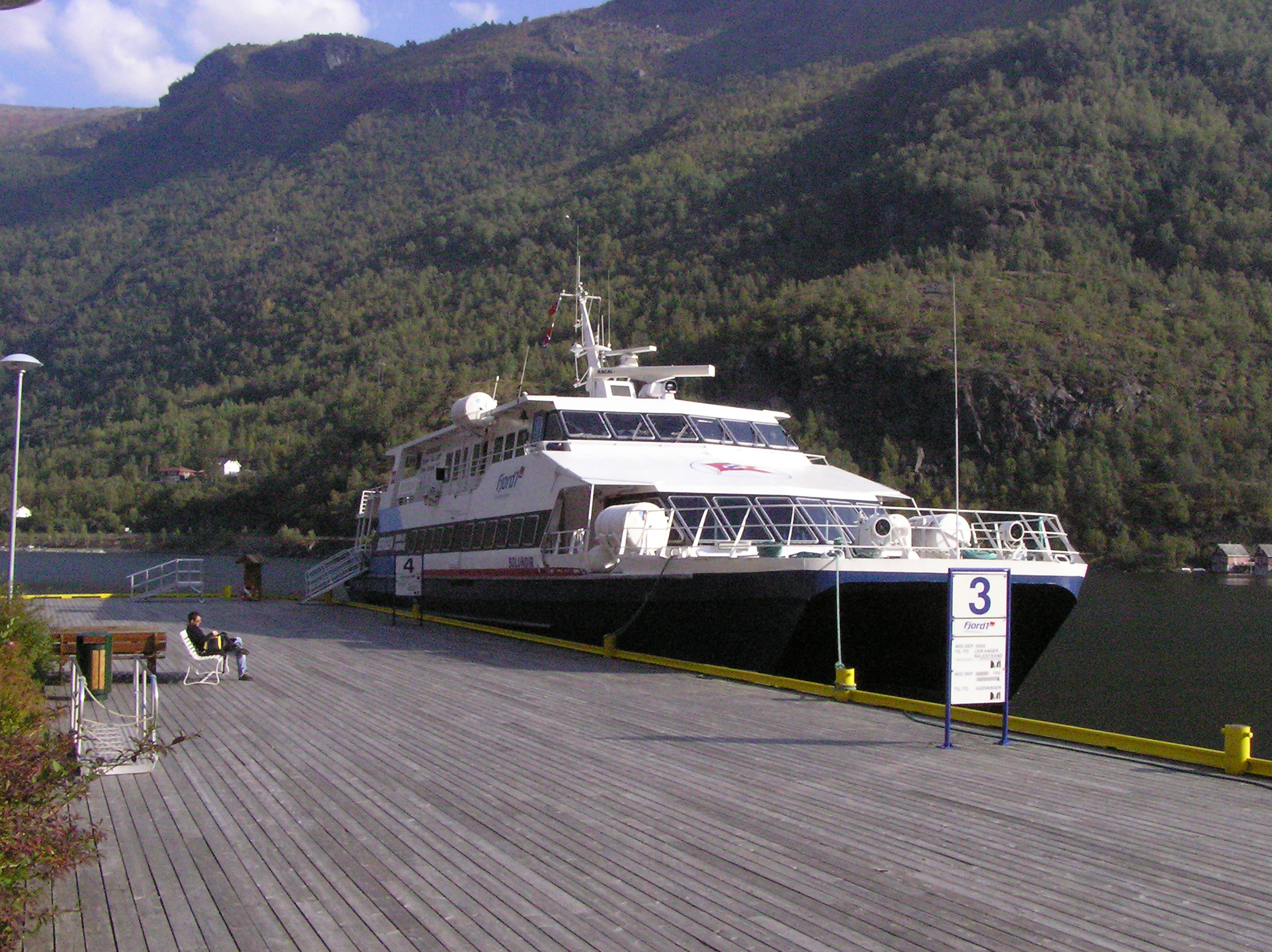
フロム港停泊中の水中翼船